# Zaphod Beeblebrox
Zaphod Beeblebrox er en figur i den engelske forfatter Douglas Adams' Håndbog for vakse galakseblaffere, en science fiction-trilogi i fem(!) dele.
Hans mest fremtrædende karakteristikon er at have to hoveder og en ekstra arm. Han er fætter til Ford Prefect, ven af Arthur Dent.
Han er en kort overgang galaksens præsident med det ene formål at stjæle Guldhjertet, et utroligt rumskib, som flyver på en Uendelig Usandsynlighedskraft. Det er i hans rolle som uretmæssig ejer af dette rumskib, at man først træffer ham i serien.